# Jucilei
Jucilei da Silva, mais conhecido apenas como Jucilei (São Gonçalo, 6 de abril de 1988), é um ex-futebolista brasileiro que atuava como volante.

## Carreira

### Início
Jucilei da Silva nasceu no dia 6 de abril de 1988 em São Gonçalo, no Rio de Janeiro. Começou sua carreira nas categorias de base do Grêmio Esportivo Sul Brasileiro (GESB) e logo depois, em 2006, transferiu-se para o Ulbra, time do Rio Grande do Sul.

### Corinthians

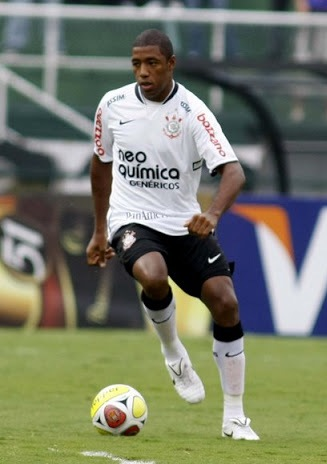
Jucilei atuando pelo Corinthians na temporada 2010.

Jucilei chegou ao Corinthians na semana após a conquista do Paulistão.
Mesmo contratado, ele não pôde atuar pelo Corinthians em nenhuma partida da Copa do Brasil 2009, pois estava machucado. Ainda assim, conseguiu realizar uma série de partidas com a camisa do clube. Na equipe paulista teve um aproveitamento incrível, com belos gols e jogadas, Jucilei foi titular absoluto na temporada 2010, tendo inclusive integrado às seleções da Bola de Prata e do Prêmio Craque do Brasileirão ao final da temporada.
Em 2010, ganhando destaque na equipe, Jucilei recebeu sondagens de clubes como Dínamo de Kiev, Paris Saint-Germain, Fiorentina, Lille, Sevilla e Rubin Kazan, porém nenhuma proposta foi concretizada.

### Anzhi Makhachkala

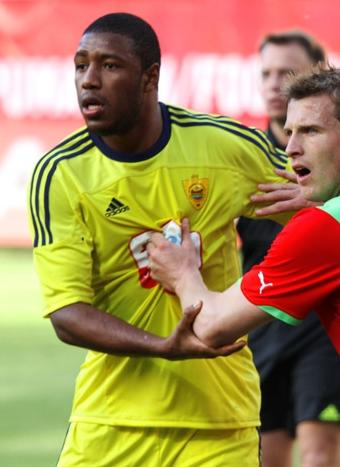
Jucilei pelo Anzhi Makhachkala em 2011

Em 2011, Jucilei fechou contrato com o Anzhi Makhachkala, com o clube russo pagando ao Corinthians um valor em torno de € 10 milhões.

### Al-Jazira
Depois de entrar na mira de vários clubes brasileiros, como São Paulo e Corinthians, acertou com o Al-Jazira, dos Emirados Árabes por cerca de € 6 milhões, recebendo R$ 650 mil por mês.

### Shandong Luneng
Rescindiu o contrato com Al-Jazira, e acertou com o Shandong Luneng por 4 anos. Como obteve passaporte palestino, Jucilei não contava como extracomunitário asiático.

### São Paulo
Em 12 de fevereiro de 2017, acertou com o São Paulo, por empréstimo até o fim de 2017. No dia 25 de junho, marcou seu primeiro gol com a camisa do São Paulo no empate por 1–1 contra o Fluminense, no Morumbi.
Em 15 de dezembro, acertou um contrato de quatro anos com o São Paulo, que pagará 1,4 milhão de dólares (aproximadamente R$ 4,6 milhões) ao Shandong Luneng. Em 18 de dezembro, foi anunciado oficialmente sua permanência pelo São Paulo, onde também vestirá a camisa 8 na próxima temporada.
Em 27 de janeiro de 2019, completou 100 jogos com a camisa do São Paulo, na derrota no clássico contra o Santos, pelo Campeonato Paulista.
Após Cuca assumir o comando do time, foi afastado do elenco principal durante a parada para a Copa América, tendo sido liberado para procurar novo clube. Sem propostas, o jogador retornou ao Rio de Janeiro, onde estava com a família e treinando por conta própria. Com a chegada de Fernando Diniz, foi reintegrado novamente.
Em 5 de fevereiro de 2020, acertou sua rescisão de contrato com o São Paulo.

### Boavista-RJ
No dia 20 de janeiro de 2021, fechou contrato com o Boavista-RJ.

### Atlético Carioca
Em 11 de maio de 2022, acertou com o Atlético Carioca para a disputa do Campeonato Carioca - Série C, correspondente à quinta divisão da competição.

## Seleção Brasileira
No dia 26 de julho de 2010, recebeu sua primeira convocação, pelo técnico Mano Menezes.

## Curiosidades
- Jucilei ficou conhecido após marcar um belo gol pelo J. Malucelli, do meio de campo contra o Atlético Paranaense, chegando a ser considerado um dos gols mais bonitos da história do futebol; até Pelé se impressionou com o gol.[21]

## Estatísticas
Atualizado até 1 de abril de 2021.

### Clubes
| Equipe            | Temporada | Campeonato nacional | Campeonato nacional | Copa nacional | Copa nacional | Competições continentais[b] | Competições continentais[b] | Outros torneios[c] | Outros torneios[c] | Total | Total |
| Equipe            | Temporada | Jogos               | Gols                | Jogos         | Gols          | Jogos                       | Gols                        | Jogos              | Gols               | Jogos | Gols  |
| ----------------- | --------- | ------------------- | ------------------- | ------------- | ------------- | --------------------------- | --------------------------- | ------------------ | ------------------ | ----- | ----- |
| Corinthians       | 2009      | 32                  | 2                   | –             | –             | –                           | –                           | –                  | –                  | 32    | 2     |
| Corinthians       | 2010      | 34                  | 2                   | –             | –             | 8                           | 0                           | 19                 | 2                  | 61    | 4     |
| Corinthians       | 2011      | –                   | –                   | –             | –             | 2                           | 0                           | 7                  | 0                  | 9     | 0     |
| Corinthians       | Total     | 66                  | 4                   | –             | –             | 10                          | 0                           | 26                 | 2                  | 102   | 6     |
| Anzhi Makhachkala | 2011–12   | 28                  | 1                   | 1             | 0             | –                           | –                           | –                  | –                  | 29    | 1     |
| Anzhi Makhachkala | 2012–13   | 27                  | 0                   | 5             | 0             | 15                          | 1                           | –                  | –                  | 47    | 1     |
| Anzhi Makhachkala | 2013–14   | 19                  | 0                   | –             | –             | 5                           | 0                           | –                  | –                  | 24    | 0     |
| Anzhi Makhachkala | Total     | 74                  | 1                   | 6             | 0             | 20                          | 1                           | –                  | –                  | 100   | 2     |
| Al-Jazira         | 2013–14   | 10                  | 1                   | 3             | 0             | 8                           | 1                           | –                  | –                  | 21    | 2     |
| Al-Jazira         | 2014–15   | 25                  | 2                   | 6             | 0             | 1                           | 0                           | –                  | –                  | 32    | 2     |
| Al-Jazira         | Total     | 35                  | 3                   | 9             | 0             | 9                           | 1                           | –                  | –                  | 53    | 4     |
| Shandong Luneng   | 2015      | 13                  | 0                   | –             | –             | –                           | –                           | –                  | –                  | 13    | 0     |
| Shandong Luneng   | 2016      | 30                  | 1                   | –             | –             | 11                          | 2                           | –                  | –                  | 41    | 3     |
| Shandong Luneng   | Total     | 43                  | 1                   | –             | –             | 11                          | 2                           | –                  | –                  | 54    | 3     |
| São Paulo         | 2017      | 35                  | 1                   | 2             | 0             | 2                           | 0                           | 10                 | 0                  | 49    | 1     |
| São Paulo         | 2018      | 28                  | 0                   | 5             | 0             | 2                           | 0                           | 11                 | 0                  | 46    | 0     |
| São Paulo         | 2019      | 4                   | 0                   | 0             | 0             | 1                           | 0                           | 8                  | 0                  | 13    | 0     |
| São Paulo         | Total     | 67                  | 1                   | 7             | 0             | 5                           | 0                           | 29                 | 0                  | 108   | 1     |
| Boavista-RJ       | 2021      | 0                   | 0                   | 1             | 0             | –                           | –                           | 7                  | 0                  | 8     | 0     |
| Boavista-RJ       | Total     | 0                   | 0                   | 1             | 0             | –                           | –                           | 0                  | 0                  | 8     | 0     |

- b. ^ Jogos da Copa Libertadores da América e Copa Sul-Americana
- c. ^ Jogos do Campeonato Paulista, Campeonato Carioca, Amistosos e Florida Cup

## Títulos
J.Malucelli
- Campeonato Paranaense Sub-20: 2008

### Prêmios individuais
- Prêmio Craque do Brasileirão: 2010
- Bola de Prata: 2010